# 伊索世界
《伊索世界》（日語：イソップワールド）是日昇動畫製作的動畫系列，在東京電視台於1999年4月5日至12月31日播出，共26集。該系列以《伊索寓言》中的故事為主軸，主要角色包括倉鼠Picco，鴨嘴獸Tocho和雪貂Fufu，這三種動物為了找回大魚伊索遺失的神秘鱗片而踏上旅程-這樣伊索將能夠再次飛翔。

## 製作人員
- 監督 - 波多正美、小林三男
- 系列構成 - 山中英治
- 人物設計 - 高橋信也
- 美術監督 - 水谷利春、門野真理子
- 音響監督 - 水鳥鐵夫
- 音響監修 - 千葉耕市
- 製作人 - 中川宏徳、野崎絹代
- 製作 - SUNRISE

## 主題曲
片頭曲
〈Dream Dream Dream〉
作詞、作曲、歌 - 鳥塚しげき
片尾曲
〈友達がいたから〉
作詞、作曲、歌 - 鳥塚しげき

## 各話列表
話數的副標題官方網站的表記為基準。（）內為DVD版收錄的話數。
| 話数    | 副標題                       | 腳本     | 分鏡       | 演出       | 作画監督   | 美術              | 播放日期      |
| ------- | ---------------------------- | -------- | ---------- | ---------- | ---------- | ----------------- | ------------- |
| 1       | （旅行开始）                 | 山中英治 | 山中英治   | 三家本泰美 | 徳田悦郎   | 吉原一輔 水谷利春 | 1999年 4月5日 |
| 2       | （海龟警长和兔子兄弟）       | 山中英治 | 山中英治   | 三家本泰美 | 徳田悦郎   | 阿部幸次          | 1999年 4月5日 |
| 3       | （樵夫森林的淘金热）         | 桜井正明 | 八角哲夫   | 小林三男   | 柳瀬譲二   | 水谷利春          | 4月12日       |
| 4       | （一只老鼠的感恩）           | 桜井正明 | 山中英治   | 我妻薫     | 我妻薫     | 勝井和子          | 4月12日       |
| 5       | （一只假扮成狮子的猫）       | 丸尾未步 | 小林三男   | 小林三男   | 柳瀬譲二   | 阿部幸次          | 4月19日       |
| 6       | （海盜）                     | 丸尾未步 | 山中英治   | 小林三男   | 吉田利喜   | 吉原一輔          | 4月19日       |
| 7       | （狡猾的蝙蝠）               | 桜井正明 | 佐々木皓一 | 山中英治   | 正延宏三   | 水谷利春          | 4月26日       |
| 8       | （南北風与太阳的激烈争论赛） | 桜井正明 | 八角哲夫   | 棚沢隆     | 坂本大二郎 | 水谷利春          | 4月26日       |
| 9       | （城里的老鼠和乡下的老鼠）   | 桜井正明 | 山中英治   | 山中英治   | 我妻薫     | 勝井和子          | 5月5日        |
| 10 (13) | （会飞的海龟）               | 波多正美 | 波多正美   | 小林三男   | 吉田利喜   | 門野真理子        | 5月5日        |
| 11 (12) | （河狸兄弟寻宝）             | 野崎誠   | 我妻薫     | 山中英治   | 山中英治   | 水谷利春          | 5月5日        |
| 12 (11) | （迷你世界的蚂蚁和蚂蚱）     | 桜井正明 | 小林三男   | 小林三男   | 吉田利喜   | 門野真理子        | 5月5日        |
| 13 (10) | （懒惰的青蛙和国王）         | 下村敬治 | 山中英治   | 山中英治   | 山中英治   | 門野真理子        | 5月5日        |
| 14 (15) | （库克和她的金蛋）           | 丸尾未步 | 望月智充   | 望月智充   | 後藤真砂子 | 門野真理子        | 7月20日       |
| 15 (14) | （酒足饭饱的狼和饥饿的羊）   | 桜井正明 | 我妻薫     | 棚沢隆     | 坂本大二郎 | 水谷利春          | 7月20日       |
| 16 (17) | （这里没有我想要的工作）     | 下村敬治 | 小華和為雄 | 荻原亨     | 鈴木欽一郎 | 門野真理子        | 7月20日       |
| 17 (22) | （神秘的贼，达尔马希亚狗）   | 桜井正明 | 石崎すすむ | 菊田武勝   | 吉田利喜   | 水谷利春          | 7月20日       |
| 18      | （狮子若丸和三头巨蛇）       | 山中英治 | 山中英治   | 山中英治   | 山中英治   | 水谷利春          | 7月20日       |
| 19 (24) | （狐狸和鹤）                 | 下村敬治 | 山中英治   | 山中英治   | 山中英治   | 門野真理子        | 9月15日       |
| 20 (23) | （说谎的甜甜和顽皮的仙子）   | 桜井正明 | 小華和為雄 | 荻原亨     | 鈴木欽一郎 | 水谷利春          | 9月15日       |
| 21 (25) | （莫干太太与伽马大夫）       | 桜井正明 | 望月智充   | 根岸宏樹   | 関根昌之   | 門野真理子        | 9月15日       |
| 22 (19) | （月光下的奇幻森林）         | 桜井正明 | 波多正美   | 山内富夫   | 小泉謙三   | 水谷利春          | 12月31日      |
| 23 (21) | （潘皮的寶箱）               | 丸尾未步 | 波多正美   | 我妻薫     | 我妻薫     | 水谷利春          | 12月31日      |
| 24 (16) | （釣到一條龍的山貓）         | 野崎誠   | 小華和為雄 | 棚沢隆     | 坂本大二郎 | 横瀬直士          | 12月31日      |
| 25 (20) | （乡村的乌鸦克莱尔）         | 丸尾未步 | 八角哲夫   | 三家本泰美 | 徳田悦郎   | 東條俊寿          | 12月31日      |
| 26      | （骨頭博物館）               | 丸尾未步 | 波多正美   | 菊田武勝   | 吉田利喜   | 水谷利春          | 12月31日      |

## 外部連結
- イソップワールド 伊索世界 （页面存档备份，存于） - 於日昇動畫的作品介紹 （日語）
- イソップワールド 伊索世界 （页面存档备份，存于） - 於アミューズソフトエンタテインメント的作品介紹頁 （日語）